# Kosmos (SF-bokserie)
Kosmos var en science fiction-serie utgiven av B. Wahlströms bokförlag 1974–1978. Den föregicks av  Saturnus utgiven under 1973.

## Lista
| Volym | Titel                                                                          | Originaltitel                              | Författare                                            | Utgivningsår |
| ----- | ------------------------------------------------------------------------------ | ------------------------------------------ | ----------------------------------------------------- | ------------ |
| 1     | Striden om solen                                                               | Kampf um die Sonne                         | Hans Kneifel                                          | 1974         |
| 2     | Rymdkaparna                                                                    | Die Raumfalle                              | Hans Kneifel                                          | 1974         |
| 3     | Hotet från Jupiter                                                             | Plague from space                          | Harry Harrison                                        | 1974         |
| 4     | Invasion utifrån                                                               | Invasion                                   | Hans Kneifel                                          | 1974         |
| 5     | Mardrömmen från urtiden                                                        | Ten million days to Friday                 | John Lymington                                        | 1974         |
| 6     | Läget noll                                                                     | Lords of the Psychon                       | Daniel F. Galouye                                     | 1974         |
| 7     | Jorden i fara                                                                  | Die Erde in Gefahr                         | Hans Kneifel                                          | 1974         |
| 8     | Styrd att döda                                                                 | A werewolf among us                        | Dean R. Koontz                                        | 1974         |
| 9     | Atomstormen                                                                    | War of the nerves                          | A.E. Van Vogt                                         | 1975         |
| 10    | Planet 905 svarar inte                                                         | Planet der Illusionen                      | Hans Kneifel                                          | 1975         |
| 11    | Framtid till salu                                                              | Future for sale                            | Richard Saxon                                         | 1975         |
| 12    | Spionen utifrån: tre noveller: Spionen utifrån, Kontakt utifrån, Besök utifrån | Legwork                                    | Eric Frank Russell, Raymond Z. Gallun, Clifford Simak | 1975         |
| 13    | Farornas planet                                                                | Schneller als das Licht                    | Hans Kneifel                                          | 1975         |
| 14    | En skräckens värld                                                             | Captive universe                           | Harry Harrison                                        | 1975         |
| 15    | Styrd mot avgrunden                                                            | The silkie                                 | A. E. Van Vogt                                        | 1975         |
| 16    | Nödlarm från rymden                                                            | Wettflug mit dem Tod                       | Hans Kneifel                                          | 1976         |
| 17    | Framtid i skräck                                                               | Gomorrah                                   | Marvin Karlins & Lewis M. Andrews                     | 1976         |
| 18    | Tvekamp i kosmos: fyra science fiction-noveller                                |                                            | A.E. Van Vogt                                         | 1976         |
| 19    | Fångade i djupet                                                               | The watch below                            | James White                                           | 1976         |
| 20    | Mot okända mål                                                                 | The stars came down                        | Richard Saxon                                         | 1976         |
| 21    | Jorden hotad!                                                                  | Die Mordwespen                             | Hans Kneifel                                          | 1976         |
| 22    | SOS från rymden                                                                | Lifeboat                                   | James White                                           | 1977         |
| 23    | Nödlandning på Mars                                                            | First on Mars                              | Rex Gordon                                            | 1977         |
| 24    | Kosmisk spegel                                                                 | More things in heaven                      | John Brunner                                          | 1977         |
| 25    | Kratos - skräckens planet (Dödspatrullen 1)                                    | The expendables - The deathworms of Kratos | Richard Avery                                         | 1977         |
| 26    | Hotet från framtiden                                                           | The red insects                            | Vargo Statten                                         | 1977         |
| 27    | Tantalus ringar (Dödspatrullen 2)                                              | The expendables - The rings of Tantalus    | Richard Avery                                         | 1977         |
| 28    | Efter undergången                                                              | The ultimate warrior                       | Bill S. Ballinger                                     | 1977         |
| 29    | Zelos - värld i krig (Dödspatrullen 3)                                         | The expendables - The war games of Zelos   | Richard Avery                                         | 1978         |
| 30    | Rymdens slavar                                                                 | The animal people (Crimson planet)         | Stanton A. Coblentz                                   | 1978         |